# Габріелла Доріо
Габріелла Доріо (італ. Gabriella Dorio; нар. 27 червня 1957, Веджано, Венето, Італія) — італійська легкоатлетка, що спеціалізується на бігу на середні дистанції, олімпійська чемпіонка 1984 року.

## Кар'єра
| Рік                | Змагання                      | Місто                 | Місце              | Дисципліна         | Примітки           |
| Представник Італія | Представник Італія            | Представник Італія    | Представник Італія | Представник Італія | Представник Італія |
| ------------------ | ----------------------------- | --------------------- | ------------------ | ------------------ | ------------------ |
| 1976               | Олімпійські ігри              | Монреаль, Канада      | 8 (півфінал)       | 800 метрів         | 2:02.46            |
| 1976               | Олімпійські ігри              | Монреаль, Канада      | 6                  | 1500 метрів        | 4:07.27            |
| 1978               | Чемпіонат Європи в приміщенні | Мілан, Італія         | 4 (забіги)         | 800 метрів         | 2:06.0             |
| 1978               | Чемпіонат Європи              | Прага, Чехословаччина | 5 (півфінал)       | 800 метрів         | 2:00.5             |
| 1978               | Чемпіонат Європи              | Прага, Чехословаччина | 6                  | 1500 метрів        | 4:01.25            |
| 1980               | Олімпійські ігри              | Москва, СРСР          | 8                  | 800 метрів         | 1:59.12            |
| 1980               | Олімпійські ігри              | Москва, СРСР          | 4                  | 1500 метрів        | 4:00.30            |
| 1982               | Чемпіонат Європи в приміщенні | Мілан, Італія         | 1                  | 1500 метрів        | 4:04.01            |
| 1982               | Чемпіонат Європи              | Афіни, Греція         | 3                  | 1500 метрів        | 3:59.02            |
| 1983               | Чемпіонат Європи в приміщенні | Будапешт, Угорщина    | 4                  | 1500 метрів        | 4:17.42            |
| 1983               | Чемпіонат світу               | Гельсінкі, Фінляндія  | 7                  | 1500 метрів        | 4:04.73            |
| 1984               | Чемпіонат Європи в приміщенні | Гетеборг, Швеція      | 8                  | 1500 метрів        | 4:23.76            |
| 1984               | Олімпійські ігри              | Лос-Анджелес, США     | 4                  | 800 метрів         | 1:59.05            |
| 1984               | Олімпійські ігри              | Лос-Анджелес, США     | 1                  | 1500 метрів        | 4:03.25            |
| 1991               | Чемпіонат світу               | Токіо, Японія         | 6                  | 800 метрів         | 2:07.54            |
| 1991               | Чемпіонат світу               | Токіо, Японія         | 5                  | 1500 метрів        | 4:09.34            |